# Nimrod Tishman
Nimrod Tishman (in ebraico נמרוד טישמן‎?; Tel Aviv, 12 maggio 1991) è un cestista israeliano con cittadinanza polacca.

## Palmarès
- Coppa di Lega israeliana: 1

Maccabi Rishon LeZion: 2018